# Ліквідація забруднень морського середовища нафтопродуктами
Ліквідація забруднень морського середовища нафтопродуктами - заходи з локалізації і збору нафти з поверхні моря у випадку її аварійного розливу (витіканя).
Ефективність збору нафти з поверхні моря визначається рядом факторів, які значно ускладнюють очисні роботи. До них належать: висока в’язкість нафти, великі площі, висока рухливість нафтових плям під дією вітру і течій, гідрометеорологічні умови та інші.
Збір нафти з поверхні моря проводиться окремим або сумісним комплексом методів і технічних засобів:
-	збір розлитої нафти за допомогою механічних засобів;
-	поглинання нафти сорбентами;
-	розсіювання нафтових плям хімічними і біологічними препаратами;
-	спалювання нафти та інші.
Всі ці методи мають свої недоліки і переваги і їх застосування визначається конкретними умовами. 
Основним технологічним засобом локалізації нафтових забруднень є бонові загороди. Вони повинні задовольняти основним вимогам: швидко розгортатися, надійно транспортуватися до місця їх використання, мати мінімальне швидке з’єднання секцій у морських умовах і надійно закріплюватися до нерухомих і рухомих об’єктів, мати достатню стійкість у морі проти перекручування або втрати вертикального положення, володіти достатньою довговічністю і легкістю очистки від нафти після їх використання. 
В даний час відомо біля 150 типів бонових загород, які дозволяють їх встановлювати при вітрі із швидкістю до 20 м/с, висоті хвилі до 1,5 м, швидкості течії до 2,5 км/год і працювати у ще важчих умовах. 
Конструктивно бони можуть бути різними, але у всіх систем є спільні риси. Основним елементом їх є вертикальна стінка із синтетичної тканини, яка утримується на поверхні моря при допомозі поплавкових пристроїв, твердих або пневматичних.
Вертикальне положення загороджувальної стінки і стійкість її проти перекручування забезпечують системи вантажів, які закріплені певним чином біля нижнього краю стінки. 
Бонові загороди випускаються секціями довжиною 30-50 м і в складеному вигляді легко транспортуються до місця їх застосування. 
Існуючі технічні засоби для механічного збору нафти з поверхні забруднених ділянок моря можна розділити на дві основні групи: нафтозбірні пристрої спеціально обладнані судна-нафтозбірники. Дуже часто вони застосовуються в єдиній системі разом з боновими загородами, включаючи засоби їх розгортання.
Нафтозбірні пристрої в залежності від способу пересування і кріплення поділяються на:
-	самохідні;
-	здатні буксируватися;
-	стаціонарні;
-	що встановлюються на різних плавзасобах.
За принципом збору нафти плавзасоби можуть бути абсорбційними, адгезійними, пороговими, центробіжними, всмоктуючими, пасовими, дисковими і т.д. 
В останні роки особлива увага приділяється створенню нафтозбірних установок для роботи у відкритому морі. 
В зв’язку з великими розливами нафти в результаті аварій на нафтовидобувних установках і танкерному флоті розроблені і випускаються спеціальні судна-нафтозбірники. Вони призначені для транспортування і установки нафтозбірних пристроїв бонових загороджень і інших засобів боротьби з розливами нафти. 
В якості суден-нафтозбірників найбільше застосування мають судна катамаранного типу, які здатні працювати у відкритому морі у важких погодних умовах. 
Розроблені судна, які дозволяють швидке транспортування до місця аварії транспортними літаками, для цього їх виконують із окремих модулів. 
Норвезькою фірмою «Холдер Оффшор» запропонований оригінальний проект нафтозбірника для роботи у Північному морі. Корпус нафтозбірника виконаний у вигляді циліндра діаметром 43 м, він обладнаний двома боковими крилами довжиною по 23 м кожне. Продуктивність нафтозбірника при товщині нафтової плівки 25 мм складає 6000 т/год. Ємність резервуарів для зібраної нафти – 30000 т, чисельність екіпажу – біля 400 чоловік. 
В якості фізико-хімічних засобів боротьби з розливами нафти використовують речовини, які викликають дисперсію нафтової плівки, їх називають диспергантами. Вони мають два основних призначення: максимально знешкодити нафтові забруднення у випадку неможливої або недостатньої ефективності механічного збору нафти, допомогти природному знищенню нафти, шляхом збільшення поверхні взаємодії нафти і води. 
В даний час у світі випускають декілька сот найменувань хімічних речовин, здатних диспергувати нафту у воді. 
Диспергенти повинні мати низьку токсичність, високу емульгуючу здатність і добре біологічне розкладання. Основними складниками диспергентів є поверхнево-активні речовини (ПАР), розчинники і стабілізатори. 
До тепер розроблено три покоління диспергентів. Третє покоління являє собою складну суміш нейтральних ПАР, розчинених у суміші кисневовміщуючих з’єднань. Вони випускаються у вигляді концентрованих речовин, що полегшує їх транспортування. 
При зборі нафти з поверхні моря крім диспергентів, застосовують методи, які ґрунтуються на властивостях різних матеріалів поглинати нафту із води. Для цієї мети використовують так звані сорбенти, або речовини, спеціально оброблені для надання їм олеофільних властивостей.
Застосування сорбентів проводиться у три етапи. На першому з них сорбент розпилюється над поверхнею нафтового забруднення, потім проводиться розмішування води з метою зволожування частин сорбентів нафтою, після цього насичені нафтою сорбенти збирають з поверхні моря. 
В якості плаваючих сорбентів застосовують природні (торф, мох, солома, сіно і інші) штучні матеріали (гранули, полотнища, стрічки і інші). Перевага штучних над природними – у можливості їх повторного використання. 
Очистка поверхні моря від нафти може бути проведена за допомогою спалювання розлитої нафти. Метод спалювання застосовується при боротьбі з нафтовими забрудненнями на відкритих ділянках моря, які вільні від інженерних споруд. Спалювання нафтової плями можливе при достатній його товщині, тому через великі втрати тепла у воду важко підтримати процес горіння. 
Для підпалювання і підтримки горіння нафти застосовують спеціальні речовини, наприклад, відходи целюлози, оброблену силіконом смолу, дерев’яні опилки, карбід та ін. Встановлено, що підтримка горіння навіть свіжої плями можлива при товщині нафтової плями не меншій 3 мм, тому для спалювання нафти рекомендується концентрація нафти за допомогою бонових загороджень. 
Біологічні методи очистки морської води від нафтових забруднень засновані на тому, що у морському середовищі широко розповсюджені мікроорганізми, здатні викорис-товувати нафту як джерело енергії. 
Для швидкої ліквідації нафтових забруднень необхідно своєчасно виявити нафтовий розлив. У зв’язку з цим у багатьох країнах світу розгорнуті інтенсивні роботи в області розробки методів виявлення забруднених вод нафтою, а також техніки ідентифікації джерела забруднення. До них належить апаратура для фотографування з повітря в будь-який час дня і ночі, пристрої для відбору взірців розлитої нафти, прилади для безперервного стеження за станом акваторій портів, а також пристрої і системи автоматичного стеження за рухом нафтових плям. 
Особливу складність являє собою розробка систем і методів боротьби з нафтовими забрудненнями в районах з регулярними льодовими явищами. 
Комплексне застосування описаних вище методів боротьби із забрудненнями вод Світового океану при розвідці і експлуатації морських родовищ дозволяє достатньо успішно вирішувати це завдання, а розробка нових методів і систем зведе у майбутньому небезпечність нафтових забруднень морського середовища до мінімуму.